# Колесников, Юрий Александрович
Ю́рий Алекса́ндрович Коле́сников (18 июля 1961, Ангарск, Иркутская область, СССР) — советский и российский футболист, выступавший на позиции полузащитника, российский футбольный тренер. Сыграл 11 матчей в высшей лиге СССР.

## Биография
Воспитанник футбольной школы клуба «Ангара» из Ангарска, первый тренер — Антонов Пётр Дмитриевич. На юношеском уровне становился призёром соревнований республиканского и союзного уровня. На взрослом уровне дебютировал в 16-летнем возрасте в составе родной команды, выступавшей во второй лиге. За следующие восемь сезонов сыграл за «Ангару» более 170 матчей. В 1984 году провёл успешный сезон, забив 12 матчей в 26 играх, и был замечен более сильными клубами. Весеннюю часть сезона 1985 года отыграл в иркутской «Звезде», также во второй лиге.
Летом 1985 года перешёл в воронежский «Факел», выступавший в высшей лиге. Дебютный матч на высшем уровне провёл 31 августа 1985 года против одесского «Черноморца». Всего за половину сезона сыграл 11 матчей, а его команда вылетела в первую лигу. В дальнейшем футболист ещё четыре сезона продолжал играть за «Факел» и в 1988 году стал чемпионом РСФСР среди команд второй лиги. Всего за воронежский клуб сыграл 157 матчей в первенствах страны.
После ухода из «Факела» в течение двух сезонов снова выступал за «Ангару», а затем играл в первой и второй лигах России за «Чкаловец» и холмский «Сахалин». В конце карьеры в течение пяти лет выступал за «Локомотив» (Лиски). Завершил спортивную карьеру в возрасте 38 лет.
После окончания карьеры много лет работал детским тренером в школе «Факела», где и продолжает работать по состоянию на 2017 год, тренирует команду 2004 года рождения. В 2005 году входил в тренерский штаб новосибирского «Чкаловца». Имеет высшее профессиональное образование и тренерскую лицензию «С». Выступает за ветеранские команды Воронежа.

## Достижения
- Победитель 1-й зоны Второй лиги: 1988
- Серебряный призёр Второй лиги (2): 1981 (4-я зона), 1997 (зона «Запад»)
- Бронзовый призёр зоны «Восток» Второй лиги: 1994